# Ellen Datlow
Ellen Datlow (n. 31 decembrie 1949) este un editor american de literatură științifico-fantastică, fantezie, de groază și antologist. A fost editorul revistei de ficțiune Omni și Omni Online din 1981 până în 1998. A editat cele zece antologii Omni asociate.
Datlow a câștigat premiul Hugo pentru cel mai bun editor profesional în 2002 și 2005 și premiul Hugo pentru cel mai bun editor de proză scurtă în 2009 și 2010.

## Vezi și
- Year's Best Fantasy and Horror
- The Best Horror of the Year
- Inferno (antologie)

1. ↑  Ellen Datlow, Internet Speculative Fiction Database, accesat în 9 octombrie 2017
2. ↑  „Ellen Datlow”, Freebase Data Dumps[*] Verificați valoarea |titlelink= (ajutor)
3. ↑  Czech National Authority Database, accesat în 29 ianuarie 2023
4. ↑  Czech National Authority Database, accesat în 8 februarie 2023